# Philipp Hiba
Philipp Hiba (* 1. Dezember 1989 in Wien) ist ein ehemaliger österreichischer Fußballspieler.

## Vereinskarriere
Hiba begann mit fünf Jahren in der Jugendabteilung des First Vienna FC mit dem Fußballspielen. In der Folgezeit durchlief er alle Jugendmannschaften des Traditionsvereins, ehe er im Alter von 16 Jahren vom damaligen Trainer Franz Weiss aus der U-17- in die A-Mannschaft der Vienna beordert wurde. Zuvor durfte er schon 15-jährig bei einem Testspiel eine Halbzeit in die Kampfmannschaft schnuppern. Zu diesem Zeitpunkt galt er als Riesentalent mit allen Anlagen zum Profispieler.
Am 4. August 2006 erfolgte sein Debüt für die A-Mannschaft beim 2:3 gegen den Kremser SC. Es folgten 16 Kurzeinsätze als Wechselspieler in der Regionalliga Ost, ehe er am letzten Spieltag der Saison 2006/07 in der Startformation beim 0:5 gegen SC Zwettl auflaufen durfte. In diesem Spiel gelang ihm auch sein einziger Torerfolg in dieser Saison.
Infolgedessen kamen Gerüchte über die Unzufriedenheit des Spielers aufgrund seiner spärlichen Einsatzzeiten auf, und so verwunderte es auch nicht, als er im Juli 2007 für eine Ausbildungsentschädigung zwischen 20.000 und 30.000 Euro in die Jugendabteilung des FC Twente Enschede wechselte. Zuvor hatte er zwei Probetrainings und ein Jugendturnier für Enschede bestritten und entsprochen. Der Wechsel sorgte bei den Vienna Fans für großes Unverständnis, da Hiba bis zu diesem Zeitpunkt als größte Jugendhoffnung der Döblinger galt.
Doch in Enschede wurde Hiba nicht glücklich. Er blieb nur knapp drei Monate, um den Verein in einer Nacht-und-Nebel-Aktion zu verlassen. Im Jänner 2008 unterschrieb er daraufhin einen Vertrag beim damaligen Bundesligisten SCR Altach. Der Wechsel sorgte sogar in der österreichischen Presse für Aufsehen, da Hiba zuvor in einem Interview angab, Enschede aufgrund starken Heimwehs verlassen zu haben. Da sich nun Altach in Vorarlberg und somit ebenfalls weit weg von seiner Heimatstadt Wien befindet, wurden seine Beweggründe für das Verlassen von Enschede in Frage gestellt. Vor der Vertragsunterzeichnung bei Altach schaltete sich sogar der Vienna-Alt Funktionär Ferdinand Janotka ein, um den Spieler entweder zum Bleiben in Enschede oder wenn schon, dann zu einer Rückkehr zur Vienna zu bewegen.
Doch auch die Station Altach verlief für Hiba alles andere als optimal. Er hatte grobe Anpassungsprobleme und kam in der Rückrunde der Saison 2007/08 zu keinem Einsatz im Profi-Team. Im März 2008 gab Altach die einvernehmliche Vertragsauflösung mit Hiba bekannt. Offizielle Begründung waren diverse Anpassungsprobleme. Damit stand seine noch junge Karriere bereits am Scheideweg.
Danach ging Hiba wieder nach Wien zurück und war bis zum Sommer 2008 vereinslos, ehe er wieder einen Vertrag bei seinem Stammverein, der Vienna, unterzeichnete. Unter dem nunmehrigen Trainer Peter Stöger fühlte er sich bei seinem Stammverein schnell wieder wohl und stabilisierte seine Leistungen. Zum Ende der Saison 2008/09 feierte er mit der Mannschaft den Meistertitel in der Regionalliga Ost und den damit verbundenen Aufstieg in die Erste Liga. In der Saison 2009/10 kämpfte er daraufhin um einen Stammplatz in einer gegenüber dem Aufstiegsjahr fast unveränderten Vienna-Mannschaft.
Nach einer für den Verein- und Spieler enttäuschenden Rückrunde, die als negativen Höhepunkt ein haarsträubendes Eigentor von Hiba im Spiel gegen Altach beinhaltete, gab das Vienna-Trainer/Manager-Duo Stöger/Schöttel bekannt, dass es zur Winterpause zwecks Kaderverkleinerung einige Abgänge geben wird. Einige Tage darauf veröffentlichte die Kronen Zeitung eine Liste mit den abzugebenden Spielern, auf der auch Hiba aufschien.
In der Folge wurde Hiba für ein halbes Jahr auf Leihbasis an den Regionalligisten SC Ostbahn XI abgegeben.

## Erfolge
- 1 × Meister Regionalliga Ost: 2008/09